# BrTT
Felipe Gonçalves da Rocha, mais conhecido como brTT (Rio de Janeiro, 19 de fevereiro de 1991), é um ex-jogador profissional de League of Legends, empresário e influenciador digital brasileiro. Atuou na posição de atirador por grandes equipes, como paiN Gaming, Keyd e RED Canids. Também possui sua própria marca de roupas, a Rexpeita, além de fazer parcerias com diversas outras marcas, dentre elas a Nike.
brTT é um dos jogadores de League of Legends mais conhecidos do Brasil. Durante sua carreira, consagrou-se hexacampeão nacional, sendo o segundo jogador que mais conquistou títulos na história do CBLOL, inclusive conquistando mais que qualquer equipe do campeonato. Ele disputou o Campeonato Mundial de League of Legends nas temporadas de 2015 e 2019. Além do sucesso competitivo, também se destacou como um dos principais streamers do país, com quase um milhão de seguidores em sua conta no Twitter e quase oitocentos mil em seu canal do YouTube.

## Infância e juventude
brTT começou a frequentar LAN houses na Vila da Penha, bairro da Zona Norte do Rio de Janeiro, acompanhando seu irmão, Leandro. Lá, era o mais novo e competia com jogadores mais velhos, e já mostrava seu lado provocador, característica que não abandonou até os tempos como profissional. Seguindo os passos do irmão, disputava campeonatos amadores em Counter-Strike, mas também se interessava por Warcraft III, onde se interessou pela modificação do jogo Defense of the Ancients (DotA), que depois se desenvolveu como um jogo autônomo. Chegou a competir paralelamente no DotA e no Counter-Srike. Entretanto, convencido de que atuar em mais de uma modalidade o impediria de atingir o melhor desempenho possível, abandonou o Counter-Strike e ficou no DotA. Foi justamente jogando DotA que brTT participou de sua primeira competição internacional, em San José, nos Estados Unidos, em 2007. Disputou também torneios na França, Suécia e Alemanha e defendeu a CNB e-Sports Club em 2010. Na época, também começou a fazer streaming de jogos a partir do computador e a monetizá-lo. Contudo, a baixa remuneração obtida no DotA o desagradava. Por isso, aceitou o convite de Gabriel "MiT" Santos, então capitão na época da equipe paiN Gaming, e migrou para o time de League of Legends da organização em 2012, aproveitando-se da similaridade entre os jogos e da maior rentabilidade que esse último oferecia.

## Carreira

### paiN Gaming
Graças à sua experiência no DotA, brTT não levou muito tempo para atingir bom nível na posição de atirador no League of Legends. Em fevereiro de 2012, apenas três meses após a sua entrada na paiN, participaria de sua primeira competição presencial, a edição de São Paulo do Intel Extreme Masters, realizada durante a Campus Party. Sua participação, todavia, não foi pela paiN: a organização optou por disputar o torneio com o atirador mais experiente André "manaJJ" Rocha. brTT, então, improvisou um time com amigos virtuais do jogo, chamado Noob da Net. A equipe desconhecida conseguiu se classificar na quarta colocação para a fase presencial do campeonato e eliminou, logo na primeira rodada, justamente a favorita paiN e conquistou o título. De acordo com Arthur "PAADA" Zarzur, fundador e dono da paiN, brTT "acabou com o campeonato, foi o melhor jogador, todo o público aplaudindo."
De volta à paiN em 24 de abril de 2012, e titular incontestado após a saída de manajj, brTT e sua equipe obtiveram grande em campeonatos on-line, como o bicampeonato nas duas primeiras edições do Go4LoL. Com isso, a organização atingiu a primeira colocação no ranking nacional da Riot Games o que garantiu a vaga no primeiro Campeonato Brasileiro de League of Legends. Nas competições presenciais, o sucesso foi menor: no torneio GeForce GTX Invitational, apenas o vice-campeonato foi conquistado, após derrota na final para a vTi Nox. No CBLoL, a paiN caiu nas semifinais, novamente derrotada pela Nox, mas garantiu o terceiro lugar com vitória sobre a Insight.
No início de 2013, a brTT, dessa vez com a paiN, disputou novamente a etapa de São Paulo do Intel Extreme Masters Global Challenge. Nessa edição, o Brasil teve apenas quatro representantes, e as outras quatro equipes estrangeiras (três europeias e uma sul-coreana). brTT e paiN derrotaram apenas a brasileira Nex Impetus e foram vencidos pelas europeias MeetYourMakers e Millenium, encerrando a campanha na fase de grupos. Todavia, o desempenho foi o melhor entre as equipes brasileiras e bastou para a classificação para a etapa mundial da VII Temporada do IEM, realizada em março em Hanôver, na Alemanha. Novamente, conseguiram apenas uma vitória, dessa vez contra a Millenium, e sofreram quatro derrotas, com eliminação na primeira fase. Em junho, a paiN enfim venceu seu primeiro torneio presencial, a primeira edição do Brazil Gaming League Arena, e com isso também garantiu sua vaga no CBLoL de 2013. No Campeonato Brasileiro, realizado no mês seguinte, a paiN sagrou-se campeã batendo a CNB, antigo time de brTT no DotA, por 3 a 1. De acordo com o analista Gustavo "Melão" Ruzza, "O ano de 2013 fora, até então, o grande ano da carreira dele". brTT "era, com certeza, o melhor jogador de sua posição, e um dos melhores do país".
Logo após a vitória no CBLoL, a paiN anunciou (inclusive aos jogadores, que não foram anteriormente informados) a criação da primeira gaming house do Brasil, conceito no qual os jogadores e comissão técnica moram e treinam na mesma casa. Por isso, brTT teve de se mudar do Rio de Janeiro para São Paulo.
Com o título brasileiro, veio a oportunidade de brigar por uma vaga no Campeonato Mundial. O campeão brasileiro, pela primeira vez, ganhou o direito de disputar com as demais regiões "wildcard", isso é, sem participação garantida no Mundial, uma vaga no torneio. Na disputa com os representantes de Comunidade dos Estados Independentes, América Latina (separada do Brasil na competição), Turquia e Oceania, a os campeões brasileiros avançaram para a segunda fase com três vitórias, com pentakill (abate de todos os cinco adversários por um só jogador) de brTT na partida contra a turca Dark Passage, e apenas uma derrota. Nas semifinais, vitória da paiN por 2 a 1 sobre a Dark Passage. No entanto, a vaga para o Mundial ficou com a lituana GamingGear.eu, que, apesar de ter sido derrotada pela paiN na fase de grupos, ganhou a final por 2 a 0. Na última competição expressiva do ano, um Desafio Internacional ocorrido na Brasil Game Show, com participação de equipes brasileiras e latino-americanas, a paiN ficou com outra segunda colocação, sendo derrotada na final pela CNB, equipe que desbancara na final do CBLoL do mesmo ano. No início de 2014, mais um vice-campeonato, em sua última competição pela paiN: dessa vez, no Desafio Internacional da IEM, edição de São Paulo, vencido pela já conhecida Millenium.
A popularidade atingida pela paiN foi tamanha que a organização venceu enquete internacional promovida pela fabricante de periféricos americana Razer, desbancando tradicionais equipes estrangeiras como a Counter Logic Gaming e a Alliance, e foi escolhida o "Team Razer 2013". Ainda assim, brTT estava insatisfeito com os fracassos em competições internacionais e com as restrições na gaming house, bem como se sentia com o desenvolvimento estagnado na equipe. Por essas razões, deixou a paiN com o objetivo de "ganhar tudo".

### Keyd Stars
O destino de brTT foi a Keyd Stars. A organização, anteriormente chamada Keyd Team, anunciou a mudança de nome em fevereiro de 2014, juntamente com o anúncio da chegada de brTT e da inédita contratação de dois jogadores da Coreia do Sul, região mais importante no LoL mundial, para o elenco: o caçador Park "Winged" Tae-Jin e o meio An "SuNo" Sun-Ho.
Já no primeiro semestre, o time reformulado mostrou sua força e dominou a região com vitórias em quatro competições seguidas: Brazil Gaming League Arena #3, em março, Selecter Cup, em abril, X5 Mega Arena, em maio, e a Liga Brasileira - Série dos Campeões, realizada entre abril e junho. Nesse último torneio a Keyd conquistou o título com apertada vitória por 3 a 2, justamente sobre a paiN Gaming. Essa liga, organizada pela Riot Games, foi considerada análoga ao que atualmente se conhece por primeira etapa do CBLoL, ainda que a divisão formal em dois splits ocorresse apenas no ano seguinte. Com esse título, a equipe conquistou a vaga automática para a Final Regional Brasileira de 2014 que valeria vaga no International Wildcard Qualifier para o Mundial.
Na Final Regional Brasileira, a Keyd figurava como grande favorita ao título, seguida pela paiN, que também contava com dois jogadores coreanos, o atirador Han "Lactea" Gi-hyeon e e o suporte Kim "Olleh" Joo-Sung. Após vitória sobre a Ban Karma Gaming, o time de brTT foi derrotado nas semifinais pela KaBuM!, que viria a conquistar o título e ser a primeira equipe latino-americana a disputar o Mundial. Pouco tempo após a derrota, ao final de julho, Winged e SuNo deixaram a Keyd e foram substituídos pelos brasileiros Murilo "Takeshi" Alves e Gabriel "Revolta" Henud, advindos da CNB, então vice-campeã do CBLoL. Os títulos continuaram a vir: brTT e a Keyd conquistaram a XTreme League of Legends, em agosto, a Brazil Gaming League (BGL), em setembro, e a Arena Go4Gold, em dezembro, mas quem dominou o cenário no segundo semestre foi a paiN, que ainda contava com seus reforços coreanos.
Em novembro, Revolta afastou-se do cenário competitivo por um período e foi substituído por Rafael "rafes" Peres. Por um breve período, rafes e brTT trocaram de função e brTT assumiu a selva da Keyd para os últimos torneios do ano, mas não obteve sucesso e voltou como atirador na vitória na Arena Go4Gold. Insatisfeito com a organização, deixou a Keyd apenas quatro dias após o título.
Ao fim do ano, por não conseguirem visto de trabalho no Brasil, Lactea e Olleh tiveram de deixar a paiN. Ficando sem atirador, a a ex-equipe de brTT decidiu por negociar sua volta.

### Retorno à paiN Gaming e Mundial
No começo de 2015, a paiN anunciou a volta de seu atirador, com direito a vídeo promocional e livestream com mais de 50 mil espectadores. Para cobrir a saída de Olleh e dividir a rota inferior com brTT, foi contratado o suporte francês Hugo "Dioud" Padioleau, em escolha que teve participação direta do atirador. Gabriel "MiT" Souza, antigo suporte da paiN que incentivou a vinda de brTT ao LoL, que atuara a seu lado na bot lane até 2013 e fora brevemente seu treinador na Keyd, foi também contratado como técnico.
Em 2015, o CBLoL adotou o formato utilizado até hoje, com duas etapas anuais, com primeira fase "todos contra todos" e segunda fase com mata-mata. A primeira etapa garantiria lugar na disputa pela vaga no recém criado Mid-Season Invitational (MSI) e a segunda, no Mundial. No CBLoL, a paiN, com brTT de volta, classificou-se em quarto lugar para o mata-mata, com 2 vitórias, 5 empates e nenhuma derrota em séries. Venceu por 2 a 0 a Dexterity nas quartas de final, mas foi "varrida" por 3 a 0 pela eventual campeã INTZ, liderada por "Revolta", nas semis, mas ao menos venceu por 3 a 2 a KaBuM.Black para garantir o terceiro lugar no certame. Na XMA Mega Arena, outra derrota para os Intrépidos, dessa vez na final.
Para o segundo split do CBLoL, a paiN trouxe Matheus "Mylon" Borges, ex-companheiro de brTT na Keyd, para a rota do topo, e também contratou dois psicólogos. A equipe novamente se classificou à segunda fase do torneio, dessa vez em terceiro lugar. No mata-mata, venceu as séries de quartas-de-final contra INTZ Red e contra a Keyd Stars sem perder nem um jogo e credenciou-se para disputar a grande final justamente contra a algoz INTZ. Sem Revolta, que voltara à Keyd Stars, os Intrépidos não resistiram e foram derrotados por 3 a 0 no Allianz Parque, ficando o título nacional e a chance de disputar a vaga no Mundial para a paiN.
No International Wildcard, realizado no Chile, a paiN venceu os quatro jogos da fase "todos contra todos", derrotando a chilena Kaos Latin Games e a russa Hard Random. Na decisão, novamente "varreu" os donos da casa e ganhou a melhor de 5 por 3 a 0. Qualificou-se como a segunda representante brasileira no Mundial, dessa vez a ser realizado na França e na Alemanha.
Na mais importante competição do League of Legends mundial, a paiN foi sorteada para o grupo de KOO Tigers, terceiro lugar no campeonato coreano, Flash Wolves, vencedora das classificatórias de Taiwan, e a campeã norte-americana Counter Logic Gaming, favorita no grupo.
Na estreia, contra a KOO Tigers, a paiN chegou a conseguir o primeiro abate e a primeira torre, criando vantagem sobre o adversário, mas não conseguiu superar os coreanos. No segundo jogo, nova derrota, dessa vez diante da Counter Logic Gaming, que dominou o jogo do início ao fim. No último jogo do primeiro turno, enfim veio a primeira vitória, contra a Flash Wolves. Com um começo de jogo controlado, a paiN dominava o jogo, mas, com lutas ruins, permitiu que os taiwaneses diminuíssem a vantagem, inclusive levando o inibidor da rota do topo da equipe brasileira. Com vitória em uma boa luta em torno do Barão, na qual brTT fez um triple kill, os brasileiros conseguiram o triunfo e embolaram o grupo: CLG e Tigers com duas vitórias e uma derrota, Flash Wolves e paiN com uma vitória e duas derrotas.
No segundo turno, o primeiro adversário foi a Flash Wolves. Assim como no jogo anterior, a paiN dominou o início do jogo, mas desperdiçou chances de aumentar essa vantagem. O jogo foi marcado por lutas divididas e trocas de objetivos, mas a indecisão da paiN após abater o top laner inimigo permitu um roubo de dragão, uma boa iniciação em cima de brTT, um quadra kill para o atirador adversário Hsiung "NL" Wen-An e a vitória do time asiático, no jogo mais longo do campeonato até então. Na penúltima partida contra os coreanos da KOO Tigers, a equipe brasileira foi dominada no início ao fim e matematicamente eliminada.
Havia mais um jogo no caminho, entretanto, contra a também eliminada CLG. No áudio entre a equipe norte-americana, revelado ao público, o atirador Yiliang "Doublelift" Peng, astro do League mundial, disse à equipe: "é a última vez que jogo com vocês, eu só queiro destruir a paiN Gaming para não receber mais essas mensagens estúpidas falando que 'brTT é maior que Doublelift' [brTT >Doublelift]". Na hora de escolher seu campeão, Doublelift primeiro mostrou Draven, campeão favorito de brTT e com o qual fora considerado o melhor jogador do mundo pelo site EloBuff, para no último segundo selecionar sua principal campeã, Vayne. Draven estava fora do metagaming competitivo, e não tinha sido nem veio a ser banido ou escolhido em nenhum outro jogo do campeonato, enquanto Vayne acabou selecionada em apenas outras 5 ocasiões e banida em somente uma partida no campeonato. brTT aceitou o desafio e trouxe Draven ao jogo. Com uma CLG excessivamente agressiva, a paiN aproveitou-se dos espaços deixados pelos adversários e conseguiu dar muitos recursos para seus carregadores, o Gangplank de Mylon, o Twisted Fate de Kami e o Draven de brTT, e conseguiu a segunda vitória no Mundial. brTT conseguiu 5 abates e 7 assistências com seu Draven, tendo somente uma morte. A campanha da paiN no Mundial foi, até então, a melhor de uma equipe de região wildcard e só foi superada pela russa Albus NoX Luna no ano seguinte, mas não foi nem igualada pela próxima equipe brasileira, a INTZ, que conseguiu apenas uma vitória. Para o analista Gustavo "Melão" Ruzza, o atirador foi o melhor jogador da paiN na campanha. Após o jogo, brTT ainda pediu sua namorada Giuliana "Caju" Capitani em casamento durante a transmissão ao vivo, pedido que foi aceito por ela.
De volta ao Brasil, brTT foi o atirador mais votado para o CBLoL All-Star, breve torneio entre os jogadores mais populares do circuito. Seu time na competição, o "Team Espeon", venceu o "Team Loop" na partida única das semifinais, mas perdeu a série melhor de 3 da final por 2 a 1 para o "Team Alocs". Para o International Wildcard All-Star, foi novamente o mais votado de sua posição: teve 138.814 votos, enquanto o segundo mais votado, Micael "micaO" Rodrigues, contou com apenas 23.297. No país, apenas seu companheiro de equipe Kami foi mais votado, com 150.333 votos. No IWCA, realizado na Austrália, brTT disputou o Torneio 1x1 e eliminou apenas o vietnamita Lê "SofM" Quang-Duy, num duelo entre seu Urgot e o Azir do adversário, antes de ser eliminado nas oitavas-de-final pelo eventual campeão, o ucraniano Mykhailo "Kira" Harmash, num duelo entre Caitlyns. Na fase 5x5, o Brasil ficou em terceiro lugar com 3 vitórias e 3 derrotas, não se classificando para a final. A Turquia venceu ambas as modalidades e classificou-se para o All-Stars mundial, realizado em Los Angeles, ficando o Brasil apenas em quinto.

### Série de promoção e reserva
Em 4 de dezembro de 2015, o contrato do suporte Dioud encerrou e a paiN decidiu não renová-lo. O francês acabou sendo contratado pela Red Canids, e, em seu lugar, a paiN anunciou a contratação do veterano Caio "Loop" Almeida e do finlandês Aleksi "H1iva" Kaikkonen. Ambas as contratações fracassaram, no entanto: H1iva negou a vinda ao Brasil e acabou em uma equipe da segunda divisão europeia, enquanto Loop e a organização foram punidos por violar a política antialiciamento da Riot, ficando o suporte proibido de competir e de comparecer a eventos oficiais como membro da equipe no ano de 2016. O streamer Matheus "Picoca" Tavares, mid laner de ofício e sem experiência competitiva, que fora contratado como reserva (sob especulações de que seria apenas streamer afiliado à equipe), dividiu a rota inferior com brTT na primeira edição do CBLoL realizada em 2016.
No split, a paiN, apesar de ter sido punida com a perda de dois pontos por escalação irregular de jogador, classificou-se para a segunda fase com 2 vitórias, 4 empates e apenas 1 derrota em séries. No torneio, brTT chegou a jogar uma série na rota do topo, após Mylon ser punido por um gesto obsceno em um jogo, e foi nessa série que veio a única derrota, contra a Operation Kino. Nas quartas-de-final, a paiN caiu diante da Kabum por 2 jogos a 0, ficando pela primeira na história vez brTT e sua equipe fora das semifinais do CBLoL. Com a derrota, a paiN teve de disputar a disputa de 5º e 6º lugar com a Red Canids, a outra equipe que caíra nas quartas. Apesar de vencer a primeira partida, a paiN foi vencida por 2 a 1 na série, e, como sexta colocada, teve de disputar a Série de Promoção para evitar o rebaixamento e manter a vaga para o split seguinte. Entretanto, obteve vitória tranquila sobre a Overload, vice-campeã do Circuito Desafiante.
Entre as etapas do CBLoL, brTT decidiu deixar a gaming house para morar em um apartamento com sua noiva, ficando na casa apenas durante os treinos, mas não convivendo o dia todo com os companheiros de equipe.
Para o segundo split, a paiN trouxe novos reforços: o suporte Pedro "ziriguidun" Vilarinho e o Rodrigo "TaeYeon" Panisa, então jogador da rota do meio. ziriguidun, suporte de ofício, substituiu Picoca, que foi para a reserva, enquanto TaeYeon assumiu a titularidade como atirador, deixando brTT na reserva. brTT não voltou a atuar pela equipe e passou o restante de 2016 na reserva, enquanto a paiN foi eliminada nas semifinais pela bicampeã INTZ.
brTT não recebeu bem sua mudança para reserva e por diversas vezes demonstrou descontentamento: na primeira série em que TaeYeon assumiu o posto de titular, brTT disse em entrevista que "nunca é bom ser jogado para a reserva. Só que, cara... Foi uma decisão da equipe técnica e eu simplesmente respeitei." Em comunicado postado em sua página no Facebook, escreveu: "Não deixei de jogar LoL, mas assumo que meu maior foco tava para resolver logo o que eu tinha pendente na vida pessoal para depois, no segundo split, não me preocupar com isso. [...] Eles acharam que minha dedicação não tava 100% para o time e acharam melhor me tirar." O técnico MiT e o meio Kami declararam publicamente preferir a continuidade de TaeYeon. Para Kami, brTT e restante do time estavam em "páginas diferentes", enquanto o titular estava "se dedicando e jogando o dia todo, melhorando e realmente com vontade". Ainda nessa série, brTT ficou afastado de seus companheiros a maior parte do tempo, e nem conversou com eles entre as partidas brTT também atribuiu sua substituição à sua saída da gaming house e disse que seus companheiros se afastaram dele após a mudança. Em 04 de novembro de 2016, vencido o seu contrato, brTT decidiu por não renová-lo, ficando livre para negociações.

### RED Canids
Pouco mais de um mês após o término de seu contrato com a paiN, brTT foi anunciado como novo reforço da RED Canids, para retornar à titularidade, ficando Gustavo "Sacy" Rossi, então titular, na reserva, mas ainda no elenco. Na RED, brTT uniu-se ao recém contratado técnico holandês Fayan "Gevous" Pertijs e ao já conhecido suporte Dioud, reeditando a dupla da rota inferior que vencera o CBLoL no segundo split de 2015 e que obtivera a melhor campanha brasileira no Mundial. Para a rota do meio, foi trazido Gabriel "Tockers" Claumann, membro do elenco da INTZ que foi venceu três splits entre 2015 e 2016, do CBLoL Pós-Temporada de 2015 e disputara o último Mundial. O topo Leonardo "Robo" Souza e Carlos "Nappon" Rücker, advindos da Keyd Stars, completaram o elenco. No elenco titular, permaneceu apenas Dioud. Felipe "YoDa" Noronha, mid laner de ofício que atuava como caçador, foi mantido como titular, e Bruno "Brucer" Pereira, antes titular na rota do meio, foi mantido como reserva mas nem mesmo ficou na gaming house. O time foi até mesmo qualificado como "time dos sonhos", rótulo rejeitado pelo próprio brTT.
No primeiro split disputado pelo elenco, o início foi forte: as primeiras cinco rodadas foram vencidas e o primeiro empate veio apenas na sexta e penúltima, justamente contra a paiN, antigo time de brTT. A única derrota foi sofrida na última rodada, quando a já classificada equipe foi derrotada pela Keyd Stars e perdeu a primeira colocação para a INTZ. Durante o torneio, a RED chegou a recusar uma oferta para participar de uma etapa internacional do Intel Extreme Masters, realizada na Polônia e com premiação de mais de R$ 460 mil, para focar no título nacional. Classificada em segundo lugar, coube à RED enfrentar justamente a paiN, uma das duas equipes que não vencera na primeira fase, nas semifinais, as primeiras de sua história. Mesmo sem o lesionado Tockers, eleito o melhor jogador do split, a RED venceu. Pelo placar de 3 vitórias a 1, a maioria "atropelos", e com desempenho destacado do substituto YoDa, a Matilha chegou à final, dessa vez enfrentando a única equipe que a derrotara na primeira fase da competição, a colocada Keyd Stars.
No primeiro jogo da final, YoDa foi mantido como titular e trouxe de volta a Ahri que usara para vencer em sua estreia na temporada. brTT, por sua vez, ficou com o hipercarregador Kog'Maw, com quem não tinha jogado no campeonato. A escolha deu certo e a RED venceu sem dificuldades, com o Kog'Maw de brTT marcando o único quadra kill do torneio na última luta da partida. Para o segundo duelo, foram anunciadas duas substituições: Tockers voltou para o meio e Sacyr, que não tinha atuado competitivamente em 2016, estreou na final, substituindo brTT. Novamente, vitória tranquila para a RED Canids. Mantidas as alterações para o terceiro jogo, a "varrida" foi completa e a Matilha sagrou-se campeã, conquistando seu primeiro título presencial e demonstrando que realmente adotava a mentalidade de "7 jogadores", e não de 5 titulares e 2 reservas, como Gevous mencionara ao longo do ano.
Com o título, a RED Canids conquistou o direito de participar da fase de entrada do Mid-Season Invitational, campeonato Mundial de meio de temporada, no qual competem todos os campeões regionais. Entretanto, a Matilha sofreu três baixas para o torneio: Gevous, que voltou à Europa; Yoda, suspenso por três jogos por conta de tweets racistas, e Sacyr, que não pôde ser inscrito por conta do limite de seis jogadores no torneio. No lugar de Gevous, entrou israelense Ram "Brokenshard" Djemal, que estrearia já no MSI.
Na primeira etapa da fase de entrada do MSI, a RED Canids precisava do primeiro lugar num grupo com os campeões de Oceania, Japão e Turquia. Na estreia contra a australiana Dire Wolves, vitória tranquila. A segunda partida também foi de vitória, em jogo bastante disputado contra os japoneses da Rampage. No último jogo do dia, e também da punição de YoDa, a RED enfrentou os turcos da SuperMassive, a outra equipe invicta do grupo, e sofreu derrota fácil. No segundo dia de confrontos do grupo, o embate contra os turcos foi novamente agendado como o último. A RED abriu o dia com triunfo sobre a Rampage, e logo depois viu a SuperMassive vencer seus confrontos contra Rampage e Dire Wolves, atingindo 5 vitórias: seria necessário, portanto, que a RED vencesse seus dois próximos confrontos para igualar a pontuação da SuperMassive e disputar uma partida de desempate. No entanto, em seu segundo jogo do dia, o time brasileiro foi batido pela já eliminada Dire Wolves, que obteve apenas uma outra vitória no grupo. No último jogo, entre a já classificada SuperMassive e a eliminada RED, dessa vez com a estreia de YoDa no meio, os brasileiros venceram em um jogo caótico e cheio de abates, com grande desempenho de brTT. Nesse jogo, o atirador usou Twitch, um de seus campeões preferidos, que inclusive possui uma fala no jogo em sua homenagem, e que o jogador tinha tatuado em seu pescoço recentemente. Após a vitória, brTT tweetou: "ow.. chega mais fala na moral aí honrei a tatuagem ou não honrei?"
A vitória no CBLoL trouxe também outra classificação à RED: ambos os finalistas do torneio se classificaram para representar o servidor brasileiro no novo torneio internacional organizado pela Riot Games: Rift Rivals, campeonato disputado pelas regiões, representadas por suas equipes, competem entre si. Na primeira edição do campeonato, o Brasil enfrentaria as duas outras regiões latino-americanas: LAS (Sul) e LAN (Norte). A competição ocorreria durante um intervalo na segunda etapa do CBLoL.
Para o segundo split do CBLoL, a RED não contava com YoDa, afastado voluntariamente do cenário competitivo, nem com Brucer, que saiu rumo à recém-promovida Team One. Sacyr, que estreara na etapa passada apenas na final, já não era mais a surpresa do time e entrou logo na primeira série: após brTT participar da vitória sobre a paiN na primeira partida, Sacyr o substituiu, mantendo o nível da equipe para uma segunda vitória em jogo, e por consequência na série. Já na segunda semana, o suporte português Ruben "Rhuckz" Barbosa, reforço da RED para o split, substituiu Dioud, com lesão no braço. brTT atuou ao seu lado no empate com a estreante ProGaming.
Com brTT atuando em todas as séries, dando lugar a Sacyr em apenas uma outra partida, contra a INTZ, a RED chegou à quinta semana do CBLoL e à pausa para o Rift Rivals com duas vitórias, dois empates e uma derrota, empatada em pontos pela quarta colocação com paiN e Keyd Stars.
Na disputa internacional latino-americana do Rift Rivals, ainda desfalcada de Rhuckz, a RED venceu apenas duas das quatro partidas disputadas e, somadas essas duas vitórias às três da Keyd, o Brasil encerrou a primeira fase empatado em pontos com a LAS, mas perdeu no critério de desempate de confrontos diretos: as duas derrotas da Matilha foram justamente contra as equipes representantes do sul latino-americano. Com o segundo lugar, abaixo do esperado pela torcida, o CBLoL teve de disputar as semifinais com a terceira colocada LLN (Liga Latinoamérica Norte) em série melhor de cinco para atingir a final. RED e Keyd venceram uma partida cada das primeiras quatro, e coube à Keyd assegurar a classificação para a final com a vitória no quinto jogo. Nas finais, contra a CLS (Copa Latinoamérica Sur), a melhor de cinco novamente chegou ao quinto jogo, com ambas as equipes brasileiras ganhando um jogo e perdendo o outro. A partida decisiva, dessa vez, foi disputada pela Red Canids, que chegou a permitir que a rival Isurus Gaming abrisse vantagem considerável, mas, com boas lutas, e destaque para a Kalista de brTT, conseguiu a virada e o título.

### Flamengo Esports
Em dezembro de 2017 foi anunciado como atirador do Flamengo, que acabava de criar seu time para competir no League of Legends para 2018, visando a disputa do Circuito Desafiante. Lá reencontrará Gabriel "MiT" Souza e Thúlio "SirT" Carlos com quem atuou na paiN Gaming. Na disputa do Circuito Desafiante, criou-se uma expectativa alta pelo time Rubro-Negro, principalmente por conta dos nomes experientes anunciados pelo time, após a fase de pontos o Flamengo se classificou em segundo lugar para os playoffs da competição, ficando atrás da Operation Kino. Nos playoffs o Rubro-Negro venceu a equipe da T Show e foi para a final do Circuito Desafiante contra uma das surpresas do campeonato nos playoffs, a IDM Gaming, conhecida como Ilha da Macacada, que acabou surpreendendo o Flamengo na grande final e vencendo por 3 a 1, acabando com as chances de garantir a vaga direta pro CBLOL. Através das redes sociais, brTT assumiu a responsabilidade de segurar todas a broncas vindas por parte da torcida, porém manteve a cabeça reerguida e ressaltou que o time ainda tem chances de se classificar para a primeira divisão do competitivo de League of Legends pela Série de Promoção.
Na Série de Promoção, o Flamengo enfrentou a Team One, campeã brasileira do CBLOL em 2017, em uma série totalmente disputada, o Rubro-Negro chegou a abrir 2 a 0 na série com enorme destaque de brTT nas duas partidas, mas os Golden Boys chegaram a uma reação e empatando a série em 2 a 2 e levando ao quinto jogo a decisão de quem irá para o segundo split do CBLOL, no quinto jogo brTT novamente obteve destaque chamando a responsabilidade e após 50 minutos de jogo o Flamengo venceu a Team One e conquistando a vaga pro CBLOL.
Após o Rubro-Negro se classificar, brTT desabafou após receber várias criticas durante o Circuito Desafiante ao seu desempenho e por ter optado por disputá-lo essa temporada, que muitos falaram que seria a aposentadoria do atirador rubro-negro.
| “ | Foi um alívio. Teve uma hora que eu estava 7-0, acabei morrendo. Eu botei a mão na cabeça, passou um filme de quanto eu estava me dedicando, o tanto de pessoas falando mal de mim... claro que era uma torcida gigantesca apoiando a gente, muitos cobrando. Eu não julgo ninguém por isso. Naquele momento, eu não sabia o que fazer. Eu perguntei pra mim mesmo: "Será que é isso? Eu devia ter aposentado mesmo, porque eu tô jogando muito mal?". Mas coloquei a cabeça no lugar, saí com a vitória, e foi sensacional. | ” |

| “ | Eu nunca passei pela situação de ter que subir para o CBLoL. Eu topei o desafio de jogar o Desafiante. Levar o Flamengo e a Nação para a elite era a meta principal. Conseguimos atingir, e agora é buscar o Mundial no segundo split. | ” |

Diante da CNB pelo segundo split do CBLOL, brTT alcançou a marca de mil eliminações no campeonato. Além dessa marca histórica em sua carreira, foi o destaque da vitória do Flamengo em cima dos Blummers.
Depois de ter perdido duas finais com o time rubro-negro, no dia 7 de setembro de 2019 sagrou-se campeão do CBLoL após vencer a INTZ na final da Segunda Etapa. Ao conquistar esse título, brTT tornou-se o primeiro jogador pentacampeão do CBLoL e o único brasileiro a disputar o Mundial duas vezes.
No Prêmio CBLOL foi eleito o melhor jogador da sua posição, pela segundo vez tendo ganhado pela primeira vez em 2017 pela RED Canids, além de ser eleito pela terceira vez o Craque da Galera e autor da Melhor Jogada.

### Terceira passagem pela paiN Gaming
Depois de três anos e atuando por dois times desde sua saída, brTT anunciou seu retorno a paiN Gaming em que foi campeão brasileiro de League of Legends em 2013 e 2015, reeditando sua dupla com o meio Gabriel "Kami" Santos com quem foi bicampeão brasileiro na equipe.
| “ | Refleti sobre meu futuro e queria encontrar paz olhando no meu passado. Todos os times que passei eu tive glória, e guardo no meu coração cada uma das torcidas gritando pelo meu nome... Nem todas. Eu precisava tomar uma decisão sobre o futuro, e talvez seja voltando ao passado. | ” |

Com altas expectativas com a montagem do elenco para o primeiro split do CBLoL com as chegadas dos coreanos Kim "Key" Han-gi e Yoon "SeongHwan" Seong-hwan, além das permanências de jogadores consagrados dentro do cenário brasileiro Thiago "Tinowns" e Felipe "Yang", a paiN Gaming acabou sendo uma decepção no decorrer do campeonato, culminando com a não classificação dos tradicionais para os playoffs daquele split. Para o segundo split brTT permaneceu na equipe junto do meio Tinowns apostando numa reformulação no elenco tendo eles dois como pilares, trazendo junto ao time nomes conhecidos no cenário, como o topo Leonardo "Robo" e o suporte Eidi "esA" com quem brTT já havia jogado junto no Flamengo, para a selva trouxeram Marcos "CarioK" considerado promessa do cenário.
Com o elenco reformulado, a paiN se mostrou um time dominante durante a fase de pontos do segundo split do CBLoL, em que terminou em primeiro lugar com 14 vitórias e apenas sete derrotas. Nos playoffs enfrentaram a Prodigy Esports numa série emocionante com cinco jogos, a equipe de brTT se classificou para a grande final do segundo split contra a INTZ, reeditando a final de 2015 realizada no Allianz Parque. Porém na final realizada em São Paulo no terraço de um prédio próximo a Ponte Estaiada, brTT e companhia acabaram derrotados para o time da INTZ por 3 a 1.
Após muitas especulações em virtude de sua idade, muito se cogitou por parte dos haters que brTT se encaminharia para sua aposentadoria de vez, uma vez que foi cogitada após sua saída do Flamengo, o atirador confirmou que não iria se aposentar e que iria renovar seu vínculo com a equipe da paiN.
| “ | É família, como muitos podem pensar que eu ia parar assim? Eu voltei pra paiN com um propósito e vocês sabem qual. Essa torcida maravilhosa tá merecendo isso a mto tempo e eu não vou descansar até trazer essa alegria pra vocês de novo. | ” |

Para o primeiro split de 2021 com a chegada das franquias ao CBLoL os tradicionais optaram por poucas mudanças na equipe, para reforçar a equipe dos tradicionais foi contratado Han "Luci" Chang-hoon, velho conhecido de Felipe Gonçalves em que atuaram juntos no Flamengo onde foram campeões brasileiros em 2019, como também a chegada do técnico turco Ahmet "Nova" Yılmaz. Ao decorrer do split muito se criticou a equipe quanto a seu desempenho e por acumularem muitas derrotas no começo do campeonato, principalmente a contratação de Luci, visto que o time tinha um desempenho melhor quando tinha esA na equipe em virtude de poder ter uma comunicação totalmente em português, apesar desse começo conturbado, brTT e companhia conseguiram evoluir durante o campeonato e conquistando a classificação pros playoffs do CBLoL.
Com o novo formato de playoffs com a chegada da franquia e mais times se classificando, a paiN teve um caminho mais longo durante o mata-mata da competição, nas quartas enfrentaram a equipe da LOUD, em que fizeram história após aplicar o primeiro reverse sweep, em português varrida reversa da história nos playoffs do CBLoL, em que saíram perdendo por 2 a 0 a série e saíram vitoriosos após vencer por 3 a 2 e se classificando para a semifinal. Na semifinal, brTT reencontrou sua ex-equipe Flamengo, e novamente numa emocionante série de cinco jogos os tradicionais partiram rumo a sua sexta final de CBLoL e o atirador em sua nona final.
Na final realizada de forma online em 18 de abril, brTT se consagrou campeão brasileiro pela sexta vez na história, sendo seu terceiro título pela paiN Gaming e o terceiro da organização que não ganhava uma final desde 2015, em que todas as vezes que a paiN levantou a taça, o atirador estava presente. Com o sexto título conquistado, brTT se isolou mais ainda como o jogador que mais vezes venceu o CBLoL e ultrapassando até mesmo a INTZ em número de títulos, que tem cinco ao todo.
Com a conquista a equipe da paiN se classificou para o Mid Season Invitational disputado na cidade de Reykjavík, na Islândia sendo a segunda participação de brTT na competição em sua carreira. No torneio, a equipe esteve no grupo B juntamente com os europeus da MAD Lions, o PSG Talon de Taiwan e os turcos da Istambul Wildcats. No primeiro turno, após um começo de jogo difícil a equipe conseguiu a virada e venceu na estreia a Istambul Wildcats, depois disso, duas derrotas para o PSG Talon e para a MAD Lions sendo que nesse último confronto a equipe esteve muito próxima da vitória chegando a deixar o Nexus exposto, porém a equipe acabou perdendo a última luta e a partida. No segundo turno, disputado em apenas um dia, a paiN perdeu novamente para o PSG Talon e decidiu sua classificação contra a MAD Lions. Após um início de jogo promissor, a equipe acabou perdendo algumas pequenas lutas e objetivos e acabou tomando a virada dos europeus e assim perdendo qualquer chance de classificação. No último jogo do torneio, a equipe enfrentou a também já eliminada Istambul Wildcats e encerrou sua participação com uma vitória convincente sobre os turcos, garantindo a terceira colocação no grupo e melhorando o desempenho da região brasileira em torneios internacionais. O jogador foi bastante criticado por sua atuação abaixo da média durante o torneio e após a eliminação da paiN o jogador desabafou nas redes sociais avaliando sua participação no MSI como a "sua pior performance em campeonato internacional". O jogador deixou a equipe em 2023 após pouco mais de um ano inativo como jogador dentro da organização. 

### Fluxo, retorno ao CBLOL e nova aposentadoria
Após deixar a Pain, em 6 de abril de 2023 o ex-jogador foi anunciado como embaixador de League of Legends no Fluxo.  Ele deixou a organização em menos de um ano. 
No início de maio de 2024, vazamentos do jornalista esportivo Luís "Showtana" Santana apontavam que brTT estava motivado para retornar ao competitivo de League of Legends, chegando a até mesmo cogitar jogar na posição de suporte após vazamentos de tryouts em algumas organizações, como FURIA e Los Grandes.  Posteriormente, foi confirmado pelo mesmo jornalista que ele estava encaminhado para ser o novo atirador da Los Grandes.  Em 17 de maio, foi confirmado através das escalações oficiais do CBLOL que ele estava de volta oficialmente para jogar pela equipe laranja. 
Após o fim do CBLOL, com sua reformulação, a Los Grandes não foi selecionada para disputar esse novo campeonato, LTA Sul. brTT anunciou que estava aberto a propostas, mas não acertou com nenhuma das oito organizações participantes. Em Janeiro de 2025, ele anunciou sua segunda aposentadoria, contando que iria continuar no cenário fazendo lives e participando de co-streams.

## Reconhecimento
brTT é amplamente reconhecido como uma das maiores personalidades do League of Legends brasileiro, conquistando seis títulos nacionais (2013, Série dos Campeões em 2014, Segunda Etapa de 2015, Primeira Etapa de 2017, Segunda Etapa de 2019 e Primeira Etapa de 2021). De acordo com o SporTV, é "o maior astro do League of Legends nacional" e, para o portal Selecter, é quem possui a maior base de fãs. Com esses fãs, brTT tem uma relação muito próxima e os trata como "filhos" e, em retorno, é chamado de "pai". De acordo com o analista Gustavo "Melão13": "Todo mundo tem uma opinião sobre o brTT. Ele é o Corinthians, o Flamengo, é o Romário, o arquétipo do bad boy. Ou você ama ou você odeia". É também conhecido por sua "marra", e pelas emoções que expressa durante as partidas, especialmente com gritos, provocações e comemorações. Foi de um de seus gritos que surgiu o bordão "rexpeita": quando jogava com o personagem Twitch e exibia o jogo em sua stream, gritou "respeita o rato", com seu sotaque carioca. "Rexpeita" virou a marca de bonés do jogador e, em homenagem inédita, a Riot Games incluiu na dublagem brasileira de Twitch a frase "rexpeita o rato". Foi objeto de dois episódios da primeira temporada da série de documentários Legends Rising, da Riot Games.
Possui quase um milhão de seguidores em suas redes sociais, é considerado pelo SporTV um dos maiores streamers do mundo e foi o primeiro jogador de LoL a ter sua página no Facebook verificada. Foi considerado pelo portal MyCNB a segunda maior personalidade do esporte eletrônico brasileiro, atrás apenas de Gabriel "FalleN" Toledo. No mesmo ano, foi eleito o melhor atirador do Brasil em votação do mesmo portal, com participação de profissionais do ramo.

## Títulos
Noob da Net
- IEM Season VI São Paulo: 2012

paiN Gaming
- Campeonato Brasileiro de League of Legends: 2013, 2015-1 e 2021-1

- BGL Arena: 2013
- International Wildcard Tournament: Chile 2015

Keyd Stars
- Campeonato Brasileiro de League of Legends: 2014-1
- BGL Arena: 2014
- Selecter Cup: 2014
- X5 Mega Arena: 2014
- XTreme League of Legends: 2014
- Go4Gold Arena CCXP: 2014

RED Canids
- Campeonato Brasileiro de League of Legends: 2017-1
- Rift Rivals (LLN-CLS-CBLOL): 2017

Flamengo Esports
- Campeonato Brasileiro de League of Legends: 2019-2

### Prêmio individuais
- Prêmio CBLOL - Melhor Atirador: 2017 e 2019
- Prêmio CBLOL - Craque da Galera: 2017, 2018, 2019 e 2021
- Prêmio CBLOL - Melhor Jogada: 2019
- Prêmio eSports Brasil - Melhor atleta de League of Legends: 2019